# Karin Söder
Karin Ann-Marie Söder, (født Bergenfur 30. november 1928 i Kil, Värmlands län, død 19. december 2015 i Täby), var en svensk centerpartistisk politiker.
Söder var medlem af Riksdagen 1971–1991, udenrigsminister 1976–1978, socialminister 1979–1982 og Centerpartiets leder 1985–1987 (valgt 1986). Hun var den første kvinde i Sverige, der blev valgt til formand for et af de store partier. Hun var også den første svenske kvinde og en af de første kvinder i verden, der blev udenrigsminister.

## Politisk karriere
Söder blev valgt ind i Riksdagen i 1971 og blev genvalgt i de efterfølgende valg og var riksdagsmedlem indtil 1991. Hun blev valgt til anden viceformand for Centerpartiet i 1971. Da Sverige i 1976 fik en centrum-højre regering med Thorbjörn Fälldin som statsminister, blev Söder udnævnt til Sveriges udenrigsminister. Som udenrigsminister var hun fortaler for nedrustning, og hun fordømte USA's planer om at anskaffe neutronbomben ved FN's generalforsamling den 29. september 1977. Centerpartiet forlod regeringen i 1978 på grund af uenighed om kernekraft, Hans Blix overtog posten som udenrigsminister. I 1979 indgik Centerpartiet igen i regeringskoalitionen, og Söder blev socialminister. Samme år blev hun viceformand for Centerpartiet. Som socialminister huskes hun bl.a. for at lukke Systembolaget om lørdagen, hun indførte loven i 1982 og den varede frem til 2001.
I 1985, efter at Fälldin trak sig som formand efter et valgnederlag, overtog Söder formandsposten, hun blev dog først valgt til partiformand året efter, i 1986. Hun blev Sveriges første kvinde, der var formand for et af de store partier. Hun gik fra som partileder i 1987 af helbredsårsager, hun blev efterfulgt af Olof Johansson.

### Andre poster og interesser
Hun var formand for Red Barnet 1983–1995 og blev udnævnt æresdoktor ved Kungliga Tekniska Högskolan 1995. Hun var præsident for Nordisk Råd 1984–1985 og 1989–1990. Ved kirkevalget 2009 blev hun valgt ind i Kyrkomötet. Hun var i mange år, frem til 2012 formand for den svenske hovedafdeling for Letterstedtska föreningen. Som pensionist viste Söder stor interesse for Selma Lagerlöf, som hun holdt forelæsninger om.

## Familie
Söder var lærer og gift med Gunnar Söder, og mor til Annika Söder som fra 2014 har været kabinetssekretær for udenrigsminister Margot Wallström. Karin Söder døde den 19. december 2015 87 år gammel.